# Bob Hewitt
Robert Anthony John "Bob" Hewitt (født 12. januar 1940 i Dubbo, New South Wales, Australien) er en tennisspiller fra Sydafrika. Han var en af verdens bedste mandlige tennisspillere i 1970'erne og vandt i løbet af sin karriere 15 grand slam-titler: ni i herredouble og seks i mixed double. Fire af hans ni grand slam-titler i herredouble blev vundet med Fred Stolle som makker, mens de sidste fem kom hus i sammenarbejde med Frew McMillan. Sammen med McMillan vandt han også Masters Grand Prix i double i 1974.
Bob Hewitt var endvidere en del af det sydafrikanske hold, der vandt Davis Cup i 1974.
Han blev i 1992 valgt ind i International Tennis Hall of Fame. I 2012 blev hans medlemskab imidlertid suspenderet, og i 2016 blev han ekskluderet fra det gode selskab på grund af en dom på seks års fængsel for voldtægt og seksuel krænkelse af to mindreårige i 1980'erne og 1990'erne.